# Volvo 340
Volvo 340 är en svensk bakhjulsdriven personbil som tillverkades av Volvo mellan 1976 och 1991.

## Historik
Volvo 343 lanserades 1976 som ett komplement till de större Volvo 240-modellerna och modellserien kom att uppdateras och modifieras ett antal gånger.
Modell 343 var Volvos första bil utvecklad av det nederländska dotterbolaget i Born. Volvo 343 togs ursprungligen fram av DAF som DAF 77 eller projekt P900 som den kallades internt. Av tre designalternativ skapade av Giovanni Michelotti, Bertone och John de Vries valdes alternativet av den sistnämnde. Den bär tydliga designdrag av italienska bilar i liknande storlek, till exempel: Alfa Romeo 33 och Lancia Delta. DAF 77 skulle bli DAF 66:s efterträdare vid slutet av 1970-talet.
DAF sökte samarbete med någon av de större tillverkarna i Europa för att få hjälp med att utveckla och sälja sina bilar. Volvo var först inte intresserade, men möjligheten att få tillgång till en bil i en lite mindre storleksklass, tillgången till etablerat samarbete med Renault när det gällde motorer och inte minst att få igång tillverkning i ett EU-land gjorde att man ändå köpte en tredjedel av DAF 1973. Senare ökade man ägandet och blev huvudägare. När Volvo tog över utvecklingen blev DAF 77 istället Volvos lilla bil och fick namnet Volvo 343, där den sista siffran anger antalet dörrar enligt samma system som 140/240-serien.
Volvo 340 fanns i början endast som 3-dörrars kombikupé (343). Från och med årsmodell 1980 fanns femdörrars kombikupé (345) och från och med 1984 fanns en 4-dörrars sedanmodell. Motorn var i början endast en 1,4-liters Renaultmotor med förgasare (DAF 55 och DAF/Volvo 66 hade tidigare haft mindre versioner av samma motor, 1,1- respektive 1,3-litersmotorer) som arbetade ihop med en steglös remdriven automatlåda sammanbyggd med slutväxeln. Precis som Volvo 66 fick de automatväxlade bilarna öknamnet Remjohan i vissa kretsar. Från och med årsmodell 1979 infördes en manuell 4-växlad låda (M45) som alternativ till remdriften, och 1982 kom en 4-växlad med elektrisk överväxel (M46). 1983 lanserades även en 5-växlad låda (M47). De hämtades ifrån Volvo 240.
Volvo hade även uppdaterat Variomatictransmissionens funktion så att den i ett accelererationstest blev i stort sett lika snabb som den manuella varianten.
Ett vanligt klagomål på modellen var att motorn var lite i svagaste laget, och för att åtgärda det kom 1981 343/345 DLS/GLS med 2,0-liters Volvomotorn B19A och 4-växlad låda. Den nya varianten hade en uppdaterad drivlina med kardanaxeln inkapslad i ett 8,5 cm tjockt rör som skruvades fast mellan motorn och växellådan där axeln löpte i tre lager. Det styvade upp drivpaketet men minskade även vibrationer och ljudnivå. Modellen med B19-motor tillverkades bara med manuell växellåda, som tog mindre plats intill bakaxeln än den ursprungliga remdrivna automatiken, därför kunde konstruktionen ändras något. Bland annat flyttades reservhjulet in under bagageutrymmet, istället för att tidigare ha varit placerat bredvid motorn. Bensintanken, som tidigare suttit bakom bakaxeln där reservhjulet nu istället placerades, blev flyttad i två enheter framför bakaxeln, vilket gynnar krocksäkerheten vid kollision bakifrån. Varianterna med den mindre motorn behöll den gamla typen av underrede och hade reservhjulet fram och bensintanken bakom bakaxeln, eftersom dessa även kunde beställas med automatlådan.
Manuell 4-växlad låda med elektrisk överväxel (M46) fanns som tillval från och med våren 1982, först endast på DLS/GLS, men senare även på de övriga varianterna. S-modellerna var ett sportigare alternativ till den ganska motorsvaga 1,4-litersmodellen som fått utstå mycket kritik för sin dåliga prestanda och sina kallstartsproblem.
DLS/GLS hade utrustning som varvräknare, spoiler på bakluckan, bredare däck, kraftigare bromsservo, upphöjning på motorhuven (för att den större motorn skulle få mer plats) och en del annat. Bulan på motorhuven togs bort på följande årsmodell i samband med att karossen fick en ansiktslyftning. Modellerna hade stor framgång i många tävlingar med sin fina väghållning som i sin tur berodde på den goda viktfördelningen med växellådan bak.
Volvo 340 i S-utförandet ersattes hösten 1982 av Volvo 360 GLS som utöver detta bland annat hade elektrisk bränslepump och kunde fås med mekanisk insprutad version av B19-motorn, (360 GLT), med dimljus, lättmetallfälgar, termostatreglerad kylfläkt, plyschklädsel, yttertemperaturmätare och "ekonomi"-mätare. Samma år togs dörrsiffran i modellbeteckningen bort och alla modeller fick nu heta 340 eller 360 istället för 343 och 345 som alla föregående modeller hette. Alla bilar i 300-serien hade fyrcylindriga motorer, så till skillnad från 240/260 betydde inte mittensiffran antal cylindrar. 
Volvo 360 GLT, som toppmodellen kallades, var den sportigare varianten i 300-programmet och tanken var att den skulle konkurrera med sportigare bilar i mellanklassen såsom Citroën BX 19 GT och de sportigare varianterna av Ford Sierra och Opel Ascona.
"Snikmodellen" GLS (från årmodell 1986 kallad GL) hade samma B19-motor med förgasare som föregångaren 340 DLS/GLS, det vill säga B19A med 95 hk vid 5 400 rpm. 1984 presenterades en sedanmodell av Volvo 340 och en Renault-baserad dieselmotor. Sedanmodellen hade till en början den gamla B14-motorn och såldes då heller ej i Sverige. Inför årsmodell 1986 uppgraderades B19-motorn till B200 och fick mindre inre friktion i de rörliga delarna, vilket minskar slitage och bränsleförbrukning. Från och med detta år fanns denna motor återigen som tillval till Volvo 340.
År 1986 kom det en till ny Renaultmotor, en bensinare (B172) på 1,7 liter och 80 hk med överliggande kamaxel, förgasare och elkylfläkt till 340GL, denna motor hade många kvalitetsproblem och blev ingen större framgång, den levde dock vidare i en modifierad version som B18UF i efterträdarna i Volvo 400-serien. 1986 infördes även elektrisk kylfläkt till B14-motorn. Från och med detta år kunde man köpa sedanmodellen av 340 i Sverige, dock endast som DL med B14-motorn.
Från årsmodell 1989 fick alla modeller Lambdasond och katalytisk avgasrening som standard i Sverige för att klara det nya avgaskravet. Volvo 360 tillverkades parallellt med Volvo 340 med samma karossvarianter fram till 1990, då Volvo 360 och de manuella versionerna av Volvo 340 lades ner. Volvo 340 med Variomatic togs ur produktion 1991. Då hade totalt 1 397 000 exemplar av Volvo 300-serien tillverkats.

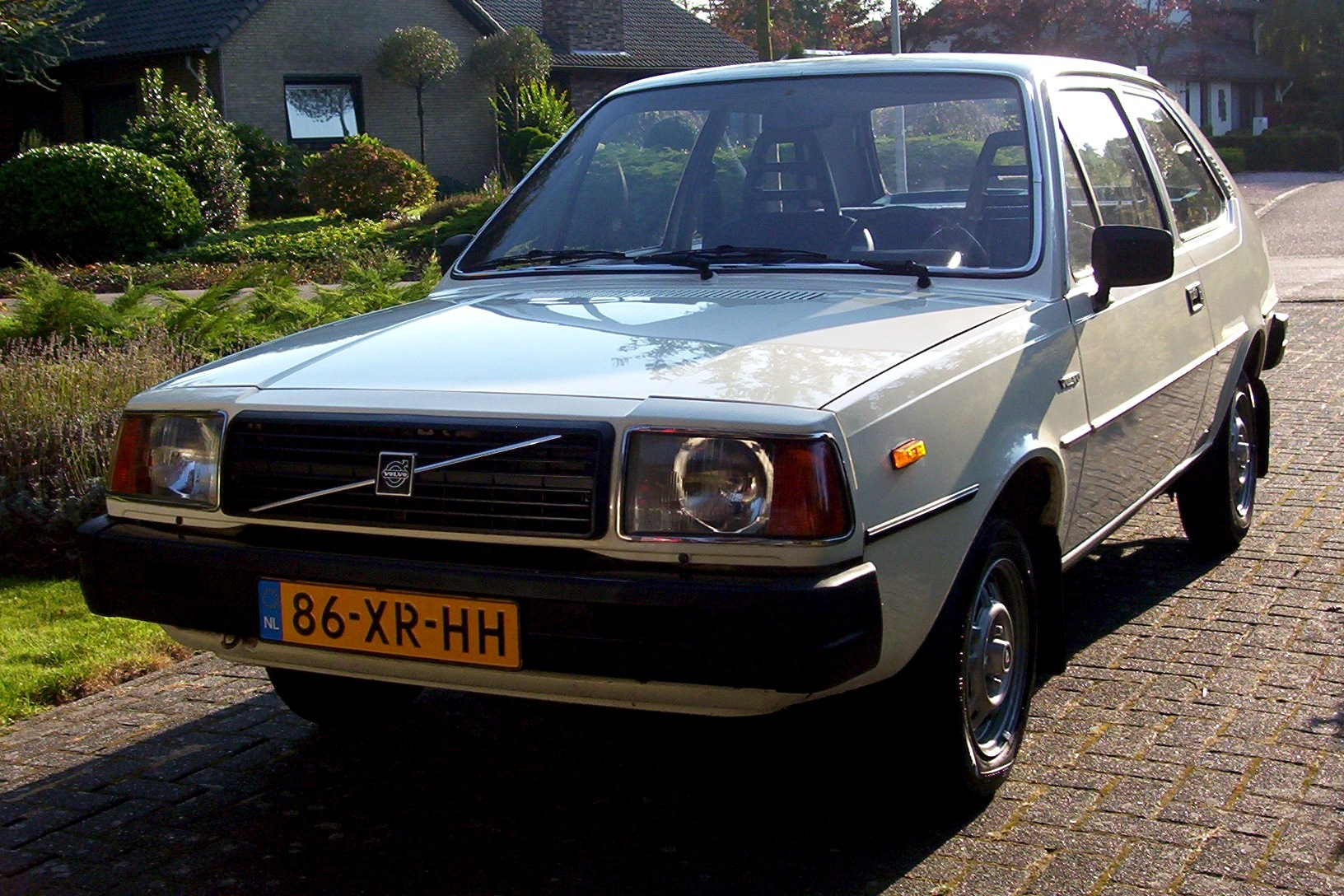
Volvo 343 DL 1980, med den äldre grillen och stötfångaren (årsmodeller före 1982).

340 och 360 förväxlas lätt med varandra och det som egentligen skiljer dessa åt är att 360 var lite lyxigare och endast fanns med manuell 5-växlad låda och 2,0-liters Volvomotor (B19/B200) med antingen förgasare (360 GLS/GL) eller bränsleinsprutning (360 GLT/GLE). Volvo 340 hade förgasare till Renaultmotorerna och insprutning med katalysator till Volvomotorn. Även dieselmotorn hade insprutning.
Variomatic-lådan fanns bara till Volvo 340 med 1,4-litersmotorn. Eftersom Variomatic-lådan satt under baksätet var man tvungen att ge det en något högre placering än hos många andra bilmodeller.
Eftersom underredet var detsamma på alla varianter oavsett drivlina var baksätet väldigt högt placerat och ett av Volvo 300-seriens största problem var just takhöjden och komforten i baksätet.
Med sin goda viktfördelning med motorn fram och växellådan strax framför bakaxeln hade Volvo 300-serien betydligt bättre vintervägsegenskaper än de större Volvo 240/260 och 740/760-modellerna. Dessutom har modellen, som många andra Volvo-modeller, god krocksäkerhet. Den hade långt över genomsnittet när det gällde krocksäkerhet i sin klass.
Allt detta i kombination lättkördheten gjorde att den sålde relativt bra trots sitt dåliga rykte under den period på 15 år som den tillverkades. 1988 lanserades efterträdaren Volvo 440/460, men Volvo 340 fortsatte att tillverkas fram till 1991 som ett billigare alternativ och för att Volvo 400-serien från början inte fanns tillgänglig med automatlåda. De sista årsmodellerna av Volvo 340 såldes i mycket liten omfattning i Sverige.

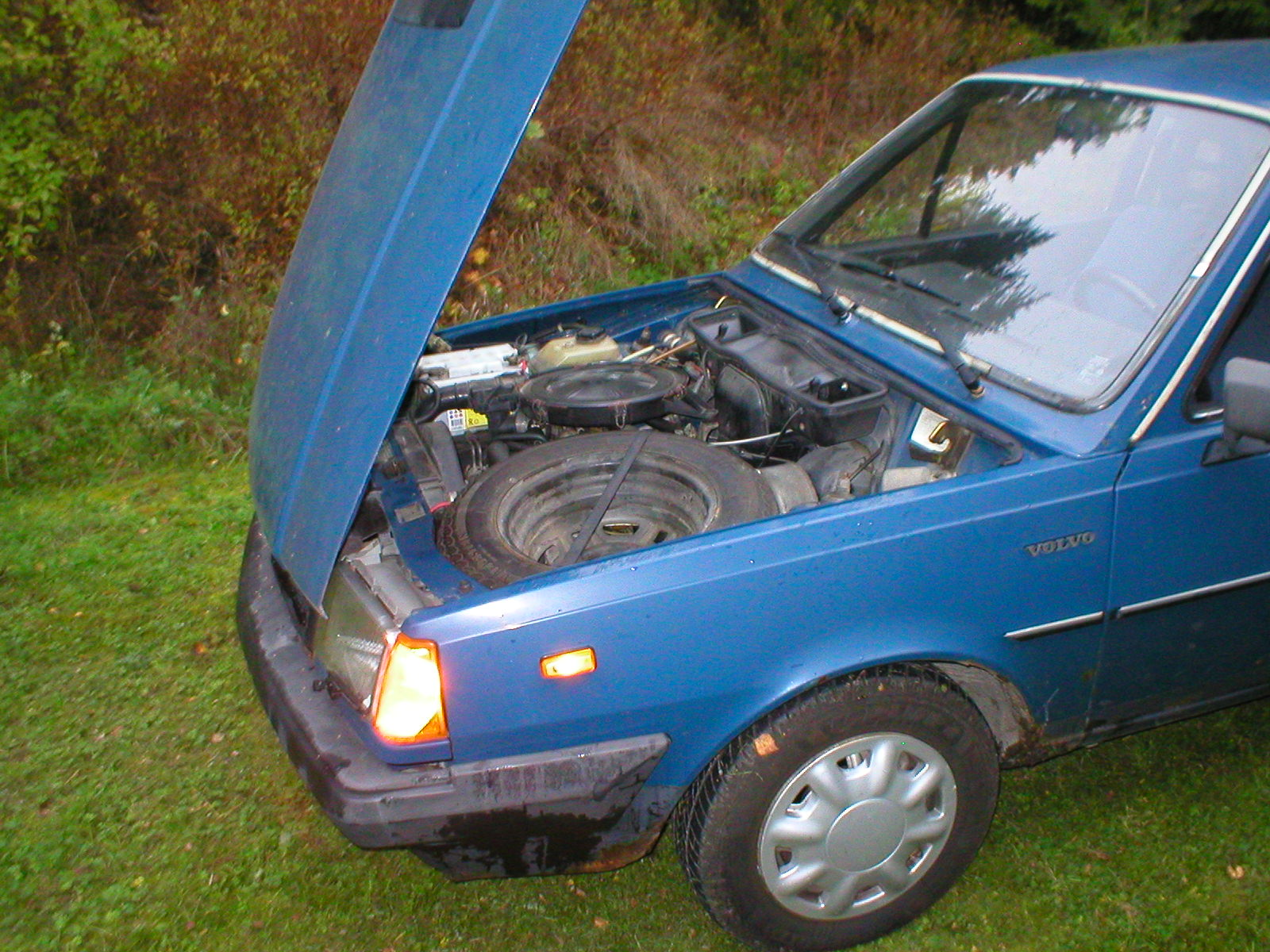
Motorutrymmet på 1,4-litersvarianten.

Volvo 340 hade stora framgångar i rally. Bilen såldes aldrig officiellt i USA. Storleksklasserna har växt genom åren, fanns 340 idag skulle den räknas till Golfklass, men på sin tid hörde den till mindre mellanklassen.
Prestanda: Volvo 343 DL. B14 70 hk/DIN. Acc från 0 till 100 km/h 16,7 sek. Toppfart 151,9 km/h. Källa: Auto, motor & sport nr 4 1979.

## Tidslinje
- 1976 Volvo 343 DL lanseras. Modellen finns med 1,4-liters Renault B14-motor och Variomatic-växellåda. Exteriören lackas i färgerna rött, olivgrönt, gult, beige och brunt. Instrumentpanelen och dörrsidorna är bruna.
- 1978 Mindre modifiering, nya säten, nya framvagnsinfästningar, bättre ljudisolering från drivlina, modifierad kraftöverföring, instrumentpanelen blir svart och får luftutblås även i mitten.
- 1979 Manuell 4-växlad låda införs, nummerskylten fram flyttas upp på stötfångaren (från att tidigare suttit under), ny instrumentbräda, nya exteriör- och interiörfärger, värmekanaler till baksätet, eluppvärmda förarstolar som standard hos DL, en ny snikvariant (343 L) lanseras.
- 1980 Femdörrarsvarianten (345) och GL-paketet introduceras, 20 mm större spårvidd för bättre vägegenskaper, bättre bromsar, nya fälgar, en spoiler på bakluckan införs hos GL-modellerna.
- 1981 Volvo 343/345 DLS/GLS med B19-motor på 115 hästkrafter introduceras , B14-motorn finns fortfarande hos GL-paketet och med L- och DL-modellerna. Bilarna får nya smäckrare stötfångare som går mer runt hörnen, precis som 200-serien får samma år.
- 1982 Bilarna får nu en ansiktslyftning med en ny front med nya lyktor och skärmar och grill. Bilarna blir mer lika 200-serien och den kommande 760-modellen. DLS och GL utgår. Det införs också en manuell 4-växlad låda med elektrisk överväxel (M46) till GLS.
- 1983 Volvo 360 GLT med insprutad B19-motor presenteras, 340 GLS med B19 motor ersätts av 360 GLS. Dörrsiffran tas bort och 340-modellerna heter nu endast 340 istället för 343/345. 5-växlad växellåda blir tillval till alla modeller. L-varianten tas ur produktion. Bilarna får en helt ny modernare instrumentbräda som påminner om de större Volvo-bilarnas.
- 1984 Ny Motor: Renault D16 dieselmotor till 340, sedanmodellen presenteras, i Sverige fanns till en början endast till 360-varianten, sidorutorna i framdörrarna blir hela, nya backspeglar, luftutsläppen på C-stolpen hos tredörrarsmodellerna tas bort.
- 1985 GLE-paketet finns nu även på tre- och femdörrarsversionerna av 360, sedanen finns nu även med enklare paket som DL och GL och med B14-motorn hos 340.
- 1986 Facelift: Modifierad front, nummerskylten fram flyttas tillbaka under stötfångaren, nya bakljus, Variomaticlådan modifieras, nya motoralternativ: Renault B17 och B200 till Volvo 340 och B200/B200E till 360, sedanversionen av 340 börjar säljas i Sverige med B14-motorn och endast i DL-utförande.
- 1987 B200F med insprutning, lambdasond och katalysator lanseras som standard på 340 GL och som tillval till 360 GL i Sverige.
- 1989 Sedanmodellen tas ur produktion. Alla modeller i Sverige får katalysator som standard.
- 1990 3-dörrarsmodellen och alla manuellt växlade modeller tas ur produktion.
- 1991 5-dörrarsmodellen och Variomatic-modellen tas ur produktion. Produktionen av Volvo 300-serien avslutas.

## Karossvarianter
- Tredörrars halvkombi, tillverkad 1976-1990
- Femdörrars halvkombi, tillverkad 1979-1991
- Fyradörrars sedan, tillverkad 1983-1989

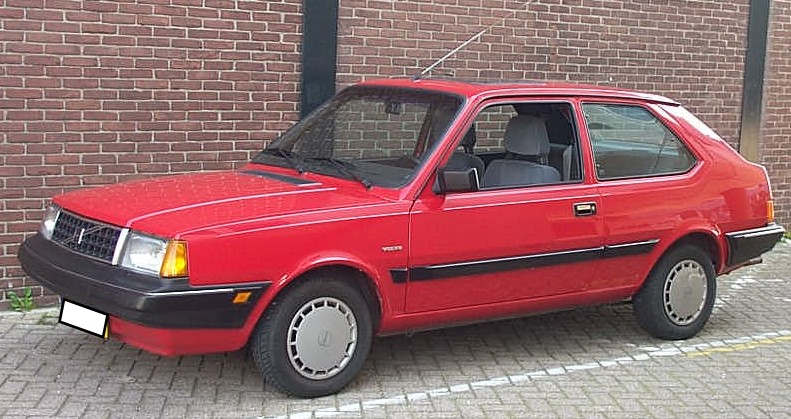
3-dörrars halvkombi. Detta är en senare årgång med den nyare grillen och nummerskylten nedflyttad under stötfångaren (1985-framåt).
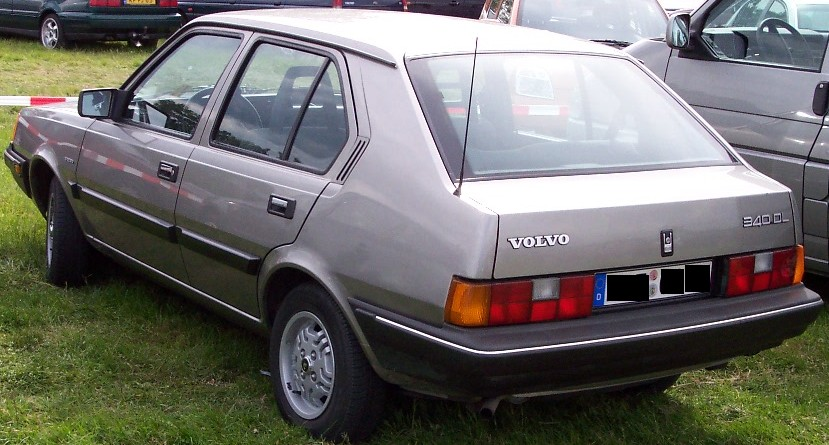
5-dörrars halvkombi. Detta är en senare årgång med de nyare bakljusen (årsmodell 1986 och framåt).
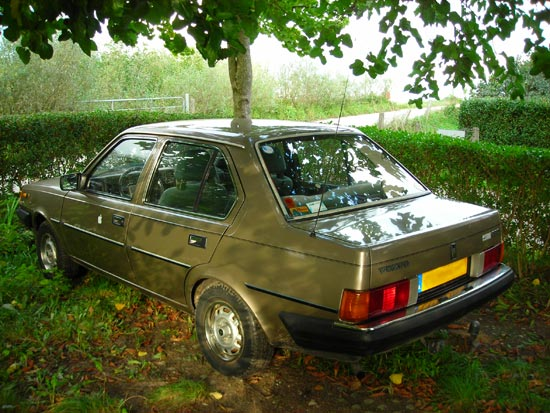
4-dörrars sedan. Detta är en tidigare årgång med de äldre bakljusen (årsmodeller fram till 1985).
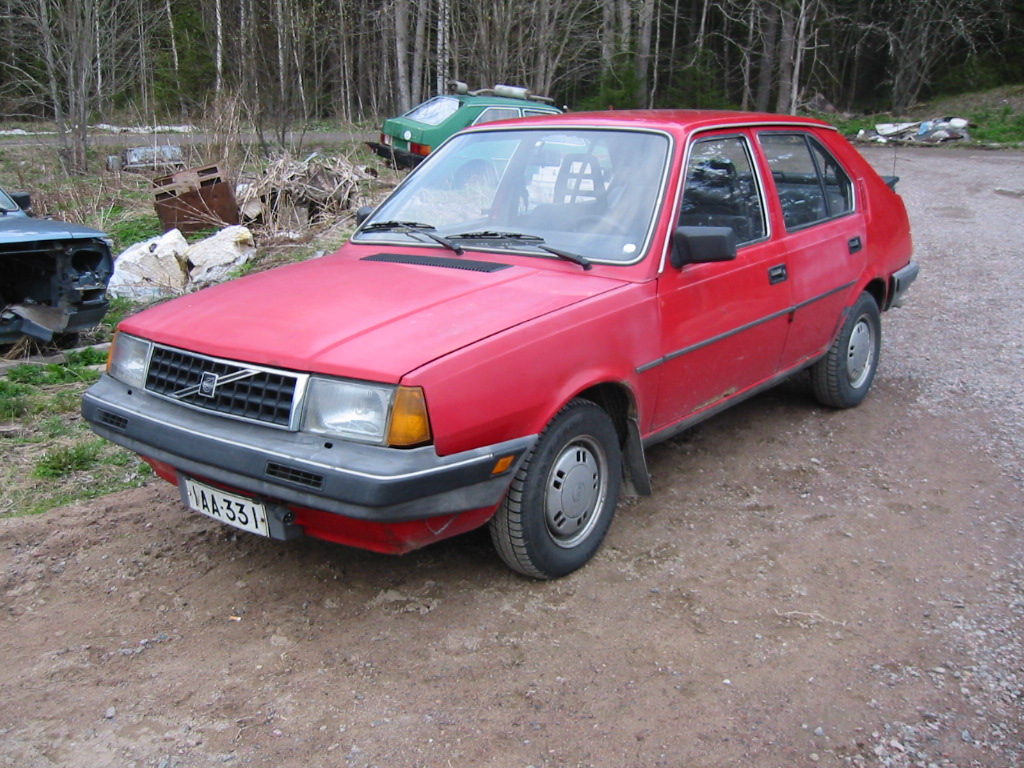
1988 års 340

## Volvo 363 CS
Volvo 363 CS var en konceptbil baserad på vanliga 340 som Volvo byggde 1977.
Modellen var i början tänkt att bli Volvo 300-seriens prestandamodell, "CS" står för "Competition Services" och var Volvos försök att konkurrera med bilar i GTi-klassen. Den tillverkades bara i ett (1) exemplar då utvecklingskostnaderna blev så höga att man inte ansåg modellen rimlig att ha kvar i en större serieproduktion.
Volvo 363 var i grunden byggd på en vanlig Volvo 343, motorn var utbytt mot en 2,7-liters V6-motor (B27) hämtad ifrån Volvo 260-serien. Växellådan var 5-växlad och, som på övriga 300-serien, monterad bak. Den hämtades från Alfa Romeo som vid samma tidpunkt också gjorde sportbilar med växellådan bak. Exteriören lackerades i silver med orangea fartränder och interiören pryddes av Recaro-stolar och några extra mätare. Senare under 1980-talet gjorde man nya kostsammare försök. Man tog fram Volvo 360GLT som fick en vanlig 4-cylindrig Volvomotor med bränsleinsprutning.
Volvo 363 CS skall ej förväxlas med Volvo 360.